# Gajot
U morskoj geologiji, gajot, takođe poznat kao stona planina, izolovana je podvodna vulkanska planina (podmorska planina) sa ravnim vrhom na više od 200 m (660 ft) ispod nivoa mora. Prečnici ovih ravnih vrhova mogu premašiti 10 km (6,2 mi). Gajoti se najčešće sreću u Tihom okeanu, mada su identifikovani u svim okeanima, osim Severnog ledenog okeana.

## Istorija
Hari Hamond Hes je prvi prepoznao gajote 1945. godine. On je prikupio podatke koristeći opremu za eho zvuk na brodu kojim je zapovedao tokom Drugog svetskog rata. Njegovi podaci su pokazali da su neke podmorske planine imale ravne vrhove. Hes je ove podmorske planine nazvao „gajotima”, prema geografu iz 19. veka Arnoldu Henriju Gajotu. Hes je pretpostavio da su to nekada bila vulkanska ostrva kojima je odsečena glava talasnim dejstvom, a sada su duboko ispod nivoa mora. Ova ideja je korišćena za jačanje teorije tektonike ploča.

## Formiranje
Gajoti sadrže dokaze da su nekada bili iznad površine, sa postepenim spuštanjem kroz faze od obrubljene grebenske planine, koralnog atola i na kraju potopljene planine ravnog vrha. Podmorske planine nastaju istiskivanjem lave u fazama, iz izvora unutar Zemljinog plašta, obično žarišnih tačaka, do otvora na morskom dnu. Vulkanizam nakon izvesnog vremena prestaje, a drugi procesi postaju dominantni. Kada podmorski vulkan naraste dovoljno visoko da bude blizu ili da probije površinu okeana, talasno dejstvo i/ili rast koralnih grebena imaju tendenciju da stvore zdanje ravnog vrha. Međutim, sve okeanske kore i gajoti nastaju od vruće magme i/ili stene koja se vremenom hladi. Kako se litosfera na kojoj se budući gajot uzdiže polako hladi, on postaje gušći i tone niže u Zemljin plašt, kroz proces izostazije. Pored toga, erozivni efekti talasa i struja nalaze se uglavnom u blizini površine: vrhovi gujota uglavnom leže ispod ove visokoerozivne zone.
To je isti proces koji dovodi do više topografije morskog dna na okeanskim grebenima, poput Srednjoatlantskog grebena u Atlantskom okeanu, i dubljeg okeana na ponornim ravnicama i okeanskim rovovima, kao što je Marijanski rov. Stoga, ostrvo ili sprud koji će na kraju postati gajot polako tonu milionima godina. U odgovarajućim klimatskim regionima rast korala ponekad može ići u korak sa sleganjem, što rezultira formiranjem koralnog atola, ali na kraju se korali bivaju uronjeni preduboko da bi mogli da rastu i ostrvo postaje gajot. Što veća količina vremena prođe, gajoti postaju dublji.
Podmorske planine pružaju podatke o kretanju tektonskih ploča na kojima počivaju, i o reologiji osnovne litosfere. Trend lanca podmorske planine prati smer kretanja litosferne ploče preko manje ili više fiksnog izvora toplote u osnovnoj astenosferi, delu Zemljinog plašta ispod litosfere. Smatra se da se u pacifičkom basenu nalazi do oko 50.000 podmorskih planina. Lanac podmorskih planina Havaja je odličan primer čitavog vulkanskog lanca koji prolazi kroz ovaj proces, od aktivnog vulkanizma, rasta koralnih grebena, formiranja atola, sleganja ostrva i nastanka gajota.

## Karakteristike
Gradijent strmine većine gajota je oko 20 stepeni. Da bi se tehnički smatrali gajotom ili stonom planinom, oni moraju da budu visoki najmanje 900 m (3.000 ft). Jedan gajot posebno, Velika meteorska stona planina na severoistoku Atlantskog okeana, visok je više od 4.000 m (13.000 ft), prečnika 110 km (68 mi). Međutim, postoji mnogo podmorskih planina koje su u opsegu od nešto manje od 90 m (300 ft) do oko 900 m (3.000 ft). Veoma velike okeanske vulkanske konstrukcije, sa stotinama kilometara u preseku, nazivaju se okeanskim visoravnima. Gajoti su po površini mnogo veći (prosečno 3,313 km2 (1,279 sq mi)) od tipičnih podmorskih planina (srednja površina od 790 km2 (310 sq mi)).
Poznato je da u svetskim okeanima postoji 283 gajota, s tim da severni Pacifik ima 119, južni Pacifik 77, južni Atlantik 43, Indijski okean 28, severni Atlantik osam, Južni okean šest, a Sredozemno more dva. U Arktičkom okeanu nema nijednog poznatog gajota, mada se jedan nalazi uz Framov moreuz na severoistoku Grinlanda. Gajoti su takođe povezani sa određenim životnim oblicima i različitim količinama organske materije. Lokalni porast hlorofila a, povećane stope inkorporacije ugljenika i promene u sastavu fitoplanktona povezani su sa gajotima i drugim podmorskim planinama.